# 한국데이터산업진흥원
한국데이터산업진흥원(韓國data産業振興院, Korea Data Agency)은 데이터베이스산업의 지원 및 육성으로 일반국민의 정보 이용 활성화 촉진의 일환으로 1993년 1월 28일 설립되었다. 대한민국 과학기술정보통신부 소관의 재단법인이다. 2019년 1월 한국데이터진흥원에서 사명이 변경되었다.

## 위치
한국데이터산업진흥원은 지난 1993년 설립 이래 우리나라의 데이터베이스(DB)산업의 발전과 육성을 위해 공공데이터베이스 개발 및 유통 지원, 공공정보 민간활용 촉진, 데이터베이스 품질평가 체계 고도화, 데이터베이스 전문인력 양성에 최선을 다하고 있다. 또한 DB 선진화를 통한 지식강국을 실현하기 위해 2012년까지 신규 일자리 1만 개 창출, 공공 DB 활용을 유도해 연 2500억 원의 매출 달성, 한국 내 DB 기업의 30개국 해외 진출 달성 등을 목표로 삼고, 이를 위해 DB 기업 경쟁력 강화 및 시장 창출, 공공 DB 민간 이용 활성화, 품질 혁신, 산업육성 지원체계 마련 등의 추진 전략을 수립하였다.
현재 진흥원 조직은 이사회와 원장 아래 경영기획실, 유통기반실, 산업지원실, 창의인재실, 데이터바우처추진단, 감사실 로 구성되어 있다. 사무실은 서울특별시 중구 세종대로9길 부영빌딩에 있다.

## 업무
한국데이터산업진흥원은 데이터베이스(DB)산업의 발전을 지원하기 위해 설립된 행정 및 기술 지원 연구기관이다. 공공 데이터베이스의 개발과 보급, 공공 정보 민간 활용 촉진, 데이터베이스 품질평가체계 고도화, 데이터베이스 전문인력 교육 등을 주업무로 삼고 있다.
한국데이터산업진흥원은 관련 업무를 맡고 있던 한국데이터베이스진흥센터의 이름을 바꾸어 2009년 12월 새롭게 출범한 연구기관이다. DB 산업 활성화를 통해 2012년까지 신규 일자리 1만 개 창출, 공공 DB 활용을 유도해 연 2500억 원의 매출 달성, 국내 DB 기업의 30개국 해외 진출 달성 등을 목표로 삼고 있다.
이를 위해 DB 기업 경쟁력 강화 및 시장 창출, 공공 DB 민간 이용 활성화, 품질 혁신, 산업육성 지원체계 마련 등의 추진 전략을 수립하고 있고 매년 DB 기술이 뛰어난 기업을 선정해 'DB품질대상'을 지원하며, DB 분야 전시회인 '인포메이션코리아'와 'DB그랜드컨퍼런스' 등도 진행하고 있다. 최근에는 과학기술정보통신부 산하의 기관으로 데이터베이스진흥을 위한 행사를 주관하여 ‘콘텐츠품질인증서비스’ 인증으로 품질인증서와 인증마크를 수여하고 있다.

## 역사와 비전
1993년 2월 4일 한국데이터베이스진흥센터라는 명칭의 정보통신부 산하 재단법인으로 설립되었다. 1995년 1월 상공부 산하 한국데이터베이스산업진흥회를 흡수, 통합하였다. 2004년 9월 데이터품질관리포럼을 설립하고, 2006년 4월 데이터품질관리인증센터를 개소하였다. 2008년 12월 문화체육관광부 주무부처 로 이관되었고 2009년 6월 한국데이터베이스진흥원으로 명칭을 변경, 2016년 8월 다시 한국데이터진흥원으로 개명하였다.
2019년 1월 한국데이터산업진흥원으로 개명하였다.
2010년 10월 데이터베이스 품질인증기관 지정(문화체육관광부고시 제2010-39호)되었고 2012년 12월 SQL전문가/SQL개발자 자격검정 국가공인(민간자격) 수여기관 자격을 획득하였다. 2013년에 들어 2월 한국데이터진흥원 20년사 발간하였고 6월 진흥원 기관 이전 및 새로운 CI 선포, 빅데이터 아카데미 개소하였다. 또한 9월 콘텐츠제공서비스 품질인증기관 지정(과학기술정보통신부)되었고 11월 콘텐츠 거래사실 인증기관 지정(과학기술정보통신부)되었다.
한국데이터산업진흥원은 최근에 부각되고 있는 빅데이터에 지원을 하고 있으므로, 2021년에 빅데이터분석기사가 국가기술자격종목으로 등재되었다.

## 조직

### 한국데이터진흥원장
- 경영기획실
- 유통기반실
- 산업지원실
- 창의인재실
- 데이터바우처추진단
- 감사실

## 주요 사업
- 빅데이터분석기사 (국가기술 자격)
- SQL 개발자 (국가공인 자격)
- 데이터분석전문가 (국가공인 자격)

## 같이 보기
- 빅 데이터
- 통계학
- 경영통계학
- 공공데이터포털
- 한국정보보호학회
- 한국BI데이터마이닝학회

## 참고 자료
- 「이공계로 날고 싶어요」, 이공계 유망 직종, 한국과학문재단 저, 동아사이언스(2007년, 93p)
- 「새로 보는 과학기술」, 과학기술의 발전과 관리, 이기수, 한국과학문화재단 저, 양문(2007년, 223p)
- 「인문과학과 예술의 핵심 지식정보원」, 시각예술 일반 주요 정보원, 한상완 저, 연세대학교출판부(2004년, 609p)